# Китайський театр (Царське Село)
59°43′04″ пн. ш. 30°23′10″ сх. д. / 59.717786111111° пн. ш. 30.386038888889° сх. д.
Китайський театр (Царське Село) — театральна споруда в парку імператорської резиденції Царське Село.

## Історія

### Назва
Назва «Китайський театр» — пізня. Первісно театр називали Кам'яна опера. Але китайщина в оздобленні фасадів та наявність декорацій в стилі шинуазрі викликали появу сучасної назви.

### Автор
В добу Катерини II знавцем стилю шинуазрі вважали архітектора Антоніо Рінальді. Ще в роки праці в передмісті Оранієнбаум Рінальді створив декілька інтер'єрів в стилі шинуазрі, що теж викликало перейменування Голландського будиночка на Китайський палац.
На замову імператриці в Царському Селі архітектор створив Китайське Село з 12 будиночків та Кам'яну оперу (пізніше Китайський театр), який використовували тільки влітку. Будівництво вів архітектор І. Неєлов і вибудував за один рік у 1778 р.

### Інтер'єр театру
Китайську тематику продовжили і інтер'єри. Ложі прикрасили кольоровим картоном на тлі фольги. Плафон (живопис) мав фігури людей у псевдокитайському вбранні. В стилістиці шинуазрі виробили і театральну завісу - (художник-декоратор Кріст). Оригіналами, привезеними з Китаю, були лише предмети декоративно-ужиткового мистецтва- порцеляна, лакові панно, меблі.
Реконструкцію театру провели лише у 1908–1909 рр., що дало змогу проводити вистави не тільки влітку.

### Репертуар
Театр відкрили 13 червня 1779 р. оперою «Артаксеркс» (композитор Джованні Паїзієлло). Друга його опера була якраз в стилі шинуазрі - «Китайський ідол». Після смерті Катерини II театр майже не використовувався. У 1830 р. тут дали оперу Джоакіно Россіні «Севільський цирюльник».
Лише у 1893 р. тут відбулася прем'єра вистави Л. М. Толстого «Плоди Просвітництва». У 1902 р. тут дали виставу на честь тогочасного президента Франції Еміля Лубе. Це була п'єса драматурга з Франції Едмона Ростана «Принцеса Грьоза». Тобто репертуар мав визначений придворний характер.

### За часів СРСР

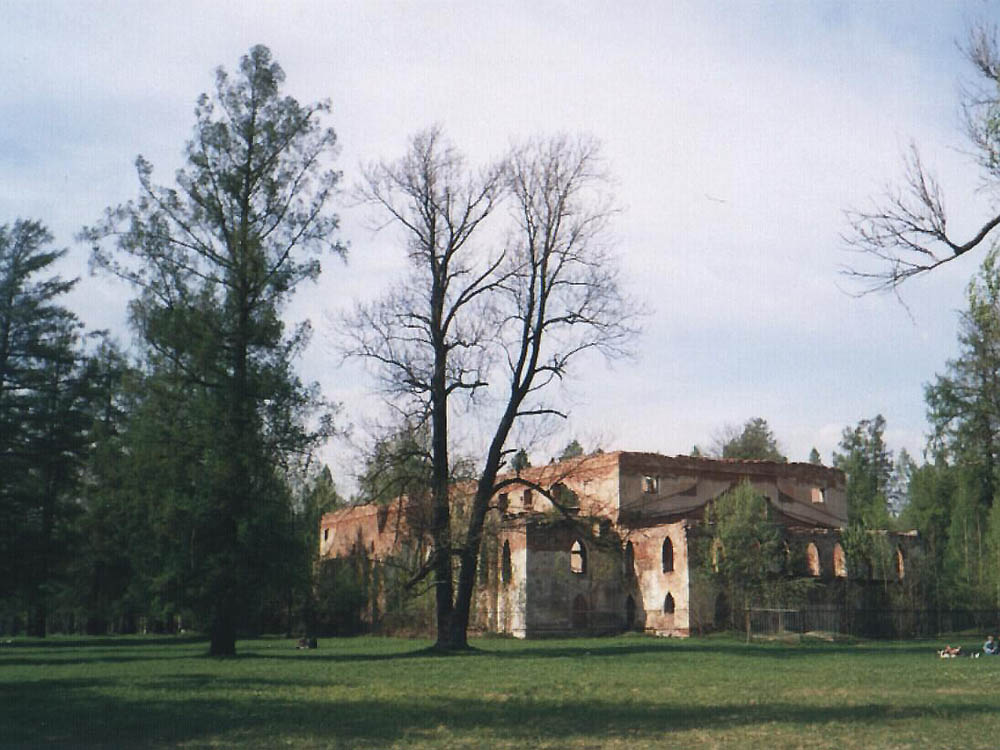
Руїна Китайського театру, стан на 2008 рік

За часів СРСР театр стояв пусткою і ніяк не використовувався. Будівля була сильно пошкоджена у вересні 1941 р. під час артобстрілу Царського Села фашистами. В роки війни і всі повоєнні роки — перебувала в руйнівному стані.
Реконструйовані лише 12 будиночків Китайського села. Нині використовуються як елітний готель.